# Наси (язык)
Наси (самоназв. Naqxi, кит. 納西語) — совокупность идиомов, распространённых на юго-западе Китая, на которых говорят представители народа наси, а также ряд меньших этнических групп, включённых правительством КНР в их состав, таких как мосо, малимаса и др. Наси относится к лоло-бирманской ветви тибето-бирманских языков, формируя в их составе собственную группу.

## Общие сведения
Общее число носителей (родной язык) — 308 839 (2000, перепись). Распространён преимущественно в провинции Юньнань в Юйлун-Насиском автономном уезде (200 тысяч человек), в меньшей степени — в уездах Вэйси, Чжундянь, Нинлан, Дэцин, Юншэн, Хэцин, Цзяньчуань, и Ланьпин. А также в уездах Яньюань, Яньбянь и Мули провинции Сычуань и в уезде Манкан Тибетского автономного района.
Язык активно используется среди всех слоёв и возрастных групп населения, ведётся преподавание в младшей школе, издаются газеты и художественная литература, ведутся теле- и радиопередачи. 170 тысяч человек в качестве второго языка используют китайский, тибетский, байский или английский языки. Многие владеют письменным китайским.
Как второй язык используется частью представителей лису, пуми, байцев, а также очень незначительной частью тибетцев.

## Диалектное членение
Идиомы, составляющие язык наси, разделяются на восточную и западную диалектные группы. Восточную группу, включающую диалекты Юннин, Гуабе и Бэйцюйба, на которых говорят представители мосо, в настоящее время ряд авторов рассматривают как близкородственный, но отдельный язык на или мосо. Западные идиомы (собственно наси) разделяют на северные и южные (лицзянские) группы диалектов, между которыми велики как фонетические так и лексические отличия. В частности, в лексике северных наси значительный пласт составляют заимствования из тибетского языка, в лексике южных — из китайского.

## Письменность
Исторически у наси существовало две письменности — пиктографическая дунба (то-мба) и слоговая — гэба.
Дунба (то-мба) включала 1400—2000 символов, 90 % которых представляли собой пиктограммы, незначительное количество знаков несло сугубо фонетическую нагрузку. Эта письменность использовалась жрецами для записи сакральных текстов. В настоящее время осталось от нескольких десятков до нескольких человек преклонного возраста, владеющих этим письмом.
Гэба — слоговая письменность, включающая символы, производные от китайских иероглифов, упрощённые пиктограммы дунга и оригинальные знаки. Символы гэба не имели фиксированного прочтения, каждый жрец при записи текста использовал те или иные знаки по своему усмотрению.
Алфавит Фрейзера — алфавит, изначально созданный миссионером Джеймсом Фрейзером для языка лису. В начале 1930-х годов на этом алфавите на языке наси был издан ряд христианских текстов.
Латинский алфавит, основанный на пиньине, был введён китайским правительством в 1957 году и реформирован в 1982 году. Характерной его чертой является использование согласных в конце слога для обозначения тонов, наподобие орфографии мяо, хани, чжуанского и ряда других языков Китая.
Алфавит наси:
Инициали:
| Буква | МФА  | Буква | МФА   | Буква | МФА   |
| ----- | ---- | ----- | ----- | ----- | ----- |
| b     | [p]  | g     | [k]   | z     | [ts]  |
| p     | [ph] | k     | [kh]  | c     | [tsh] |
| bb    | [mb] | gg    | [ŋ̩g]  | zz    | [ndz] |
| m     | [m]  | ng    | [ŋ̩]   | s     | [s]   |
| f     | [f]  | h     | [x]   | ss    | [z]   |
| d     | [t]  | j     | [tɕ]  | zh    | [tʂ]  |
| t     | [th] | q     | [tɕh] | ch    | [tʂh] |
| dd    | [nd] | jj    | [ndʑ] | rh    | [ndʐ] |
| n     | [n]  | ni    | [ȵ]   | sh    | [ʂ]   |
| l     | [l]  | x     | [ɕ]   | r     | [ʐ]   |

Финали:
| Буква | МФА | Буква | МФА  | Буква | МФА  | Буква | МФА  |
| ----- | --- | ----- | ---- | ----- | ---- | ----- | ---- |
| i     | [i] | a     | [a]  | v     | [v]  | ui    | [ui] |
| u     | [u] | o     | [o]  | iai   | [iæ] | uai   | [uæ] |
| iu    | [y] | e     | [ə]  | ia    | [ia] | ua    | [ua] |
| ei    | [e] | er    | [ər] | ie    | [iə] | ue    | [uə] |
| ai    | [æ] | ee    | [ɯ]  | iei   | [ie] |       |      |

Низкий восходящий тон обозначается буквой f после соответствующего слога, высокий тон — l, низкий тон —
q. Средний тон на письме не обозначается.

## Фонология
Вокализм наси представлен 11 простыми (ротовыми фонемами) и 7 дифтонгоидами — /jɑ/, /jɤ/, /ɥe/, /wa/, /wɑ/, /wɤ/ и /wɚ/.
|                | передние | средние | задние  |
| верхние        | i, y     |         | ɯ, u    |
| средне-верхние | e        |         | v̩, ɤ, o |
| средние        |          | ɚ       |         |
| нижние         | a        |         | ɑ       |

В северных диалектах кроме простых встречаются носовые гласные — [i ̃], [y ̃] и [v̩ ̃]
Консонатизм представлен 31 основной фонемой и тремя полугласными ([j], [ɥ] и [w]), образующими указанные выше дифтонгоиды.
|               | Губно-губные | Зубные           | Ретрофлексные    | Палатальные | Велярные     | Глоттальные |
| взрывные      | pʰ, p, b, mb | tʰ, t, d, nd     | ʈʰ, ʈ, ɖ, ɳɖ     |             | kʰ, k, g, ŋg |             |
| аффрикаты     |              | tsʰ, ts, dz, ndz | ʈʂʰ, ʈʂ, ɖʐ, ɳɖʐ |             |              |             |
| щелевые       |              | s, z             | ʂ, ʐ             | ç           |              | h           |
| носовые       | m            | n                |                  |             | ŋ            |             |
| Аппроксиманты |              | l                | ɭ                |             |              |             |

Различие между звонкими и преназализованными смычными согласными утрачено во многих диалектах, включая линцзянский и многие соседние.
Кроме того, ряд фонем реализуется в виде следующих аллофонов:
Для /ɯ/:
- [ɯ] — основной аллофон,
- [ɿ] — встречается после апико-альвеолярных щелевых и аффрикат,
- [ʅ] — после ретрофлексных щелевых и аффрикат.

Для /ṿ/:
- [ṿ] — основной аллофон,
- [ʙ] — реализуется после губно-губных смычных согласных.

Для /h/:
- [h] — основной аллофон,
- [f] — представлен только в слоге [fṿ].

Наси — моносиллабический тоновый язык. Структура слога — (согласный)(полугласный)гласный.
Система тонов представлена тремя регистровыми — высоким, средним и низким и одним контурным — восходящим. Последний встречается преимущественно в заимствованиях из китайского языка.

## Синтаксис
Наси — изолирующий язык с развитой системой классификаторов. Базовый порядок слов — SOV (подлежащее — дополнение — сказуемое).